# Maija Oravamäki
Maija Oravamäki (Muhos, 13 de marzo de 1974) es una deportista finlandesa que compitió en triatlón. Ganó dos medallas en el Campeonato Mundial de Triatlón de Invierno, bronce en 2011 y plata en 2012.

## Palmarés internacional
| Campeonato Mundial | Campeonato Mundial    | Campeonato Mundial | Campeonato Mundial |
| Año                | Lugar                 | Medalla            | Prueba             |
| ------------------ | --------------------- | ------------------ | ------------------ |
| 2011               | Jämijärvi (Finlandia) | Medalla de bronce  | Individual         |
| 2012               | Jämijärvi (Finlandia) | Medalla de plata   | Individual         |